# Sarcopera anomala
Sarcopera anomala là một loài thực vật có hoa trong họ Marcgraviaceae. Loài này được (Kunth) Bedell miêu tả khoa học đầu tiên năm 1997.